# Ekuddsvägen
Ekuddsvägen är en bebyggelse i Nykvarns kommun. Vid SCB:s ortsavgränsning 2020 klassades bebyggelsen som en småort.